# Гінці поспішають
Гінці поспішають — радянський художній фільм 1980 року, знятий кіностудією «Казахфільм».

## Сюжет
За романом А. Алімжонова «Гінець». Фільм про героїчну боротьбу казахського народу проти полчищ кровожерних джунгарів і про перемогу над ними (XVIII століття).

## У ролях
- Альміра Ісмаїлова — Санія
- Джамбул Худайбергенов — Кенже
- Асаналі Ашимов — Каражал
- Тунгишбай Жаманкулов — Абулхаїр-хан
- Кененбай Кожабеков — Манай
- Ідрис Ногайбаєв — Бугенбай
- Володимир Гусєв — Єгор
- Гія Бадрідзе — Табан
- Лхасаран Лінховоїн — Шона-доба
- Абилкасим Жанбирбаєв — Оракбай
- Ануарбек Молдабеков — епізод
- Нуржуман Іхтимбаєв — епізод
- Камал Кармисов — епізод
- Макіль Куланбаєв — епізод
- Тохтахун Бахтибаєв — епізод
- Пак Чун Себ — епізод
- Матан Мураталієв — епізод
- Жексен Каїрлієв — гінець
- Жумабай Медетбаєв — епізод
- Шахан Мусін — епізод
- Атайбек Жолумбетов — епізод
- Дімаш Ахімов — епізод
- Нурлан Єсімгалієв — епізод
- Шайза Ахметова — епізод
- Ментай Утепбергенов — епізод
- Аяган Шажимбаєв — епізод
- Аубакір Ісмаїлов — епізод
- Тураніяз Калимбетов — епізод
- Хайдар Шаймарданов — епізод
- Сайдаль Абилгазін — епізод
- Алдабек Шалбаєв — епізод
- Жанна Керімтаєва — епізод
- Римма Кабдалієва — епізод

## Знімальна група
- Режисер — Азербайжан Мамбетов
- Сценарист — Олег Осетинський
- Оператор — Абільтай Кастєєв
- Композитор — Газіза Жубанова
- Художник — Ідрис Карсакбаєв